# Mongolia (Schiff, 1923)
Die Mongolia (III) war ein 1923 in Dienst gestelltes Passagierschiff der britischen Reederei Peninsular and Oriental Steam Navigation Company (P&O), das im Passagier- und Postverkehr von Großbritannien nach Australien eingesetzt wurde. Sie wurde 1938 nach Neuseeland verkauft und in Rimutaka umbenannt. Das Schiff hatte insgesamt noch vier weitere Eigner und mit Europa, Nassau und Acapulco drei weitere Namen. 1963 außer Dienst gestellt, wurde sie zwei Jahre später in Japan abgewrackt.

## P&O

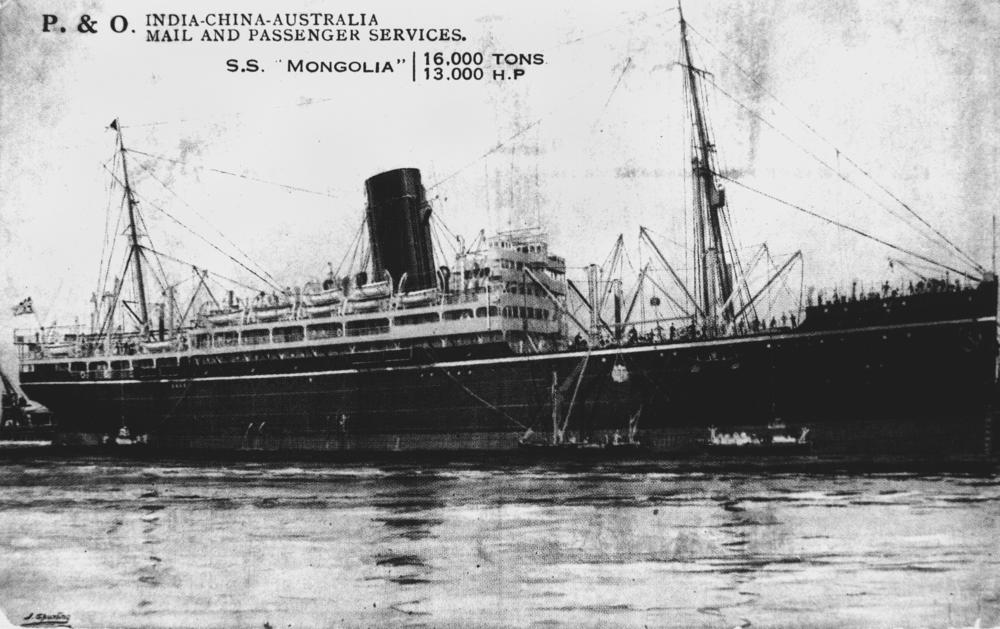
Mongolia der P&O

Das 16.504 BRT große Dampfturbinenschiff Mongolia wurde am 22. November 1918 bei der Werft Sir W. G. Armstrong-Whitworth & Co., Ltd. in Newcastle am Tyne bestellt. Der Bau verzögerte sich aber durch die nachkriegsbedingte Instandsetzung bereits existierender Schiffe. Erst am 24. August 1922 lief das 175 Meter lange und 22 Meter breite Schiff vom Stapel. Der Bau kostete P&O rund eine Million Pfund Sterling (nach damaligem Geldwert). Nach der Fertigstellung und den Probefahrten wurde die Mongolia am 24. April 1923 ihrer Reederei übergeben.
Am 11. Mai 1923 lief sie in London zu ihrer Jungfernfahrt nach Sydney aus. Sie konnte 231 Passagiere der Ersten Klasse und 180 der Zweiten Klasse befördern. Das Schiff fuhr anfangs in einem vierwöchentlichen Rhythmus nach Australien, aber die Nachfrage nach diesem Service sank ab 1925 rapide. 1928 wurde von Kohle- auf Kraftstoffverbrennung umgestellt. Am 16. Juli 1933 kollidierte die Mongolia in Kopenhagen zuerst mit dem Tanker British Venture und danach mit einem Wellenbrecher, bevor sie auf Grund lief. Am 3. Dezember 1936 stieß sie bei Marseille mit dem Motorschiff Villa de Madrid zusammen.

## New Zealand Shipping Company

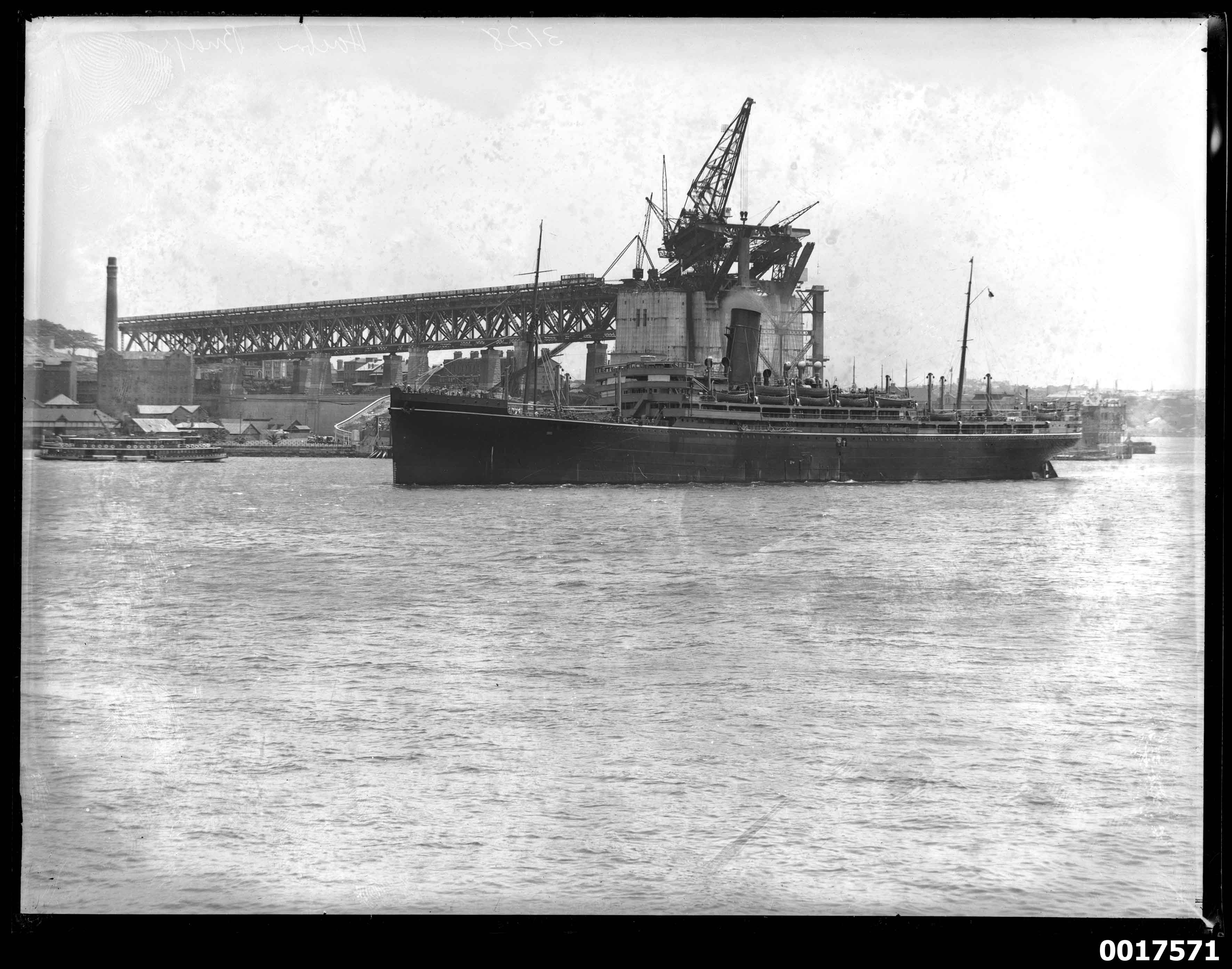
Die Mongolia vor der im Bau befindlichen Sydney Harbour Bridge

1937 wurde das Schiff aufgelegt und zum Verkauf angeboten, da es sich nicht mehr rentierte. Im darauf folgenden Jahr transferierte P&O das Schiff an die neuseeländische New Zealand Shipping Company, die Jahre zuvor in das Unternehmen eingegliedert worden war. Ab 1938 wurde die Mongolia nun unter dem Namen Rimutaka genutzt und wurde in Plymouth registriert. Sie wurde für die Beförderung von 840 Reisenden in der Touristenklasse umgebaut. Noch vor der Indienststellung für die New Zealand Shipping Company stieß das Schiff bei der Sandbank Nore in der Mündung der Themse mit der Corfleet zusammen.  Nach den Reparaturen begann am 12. Dezember 1938 die erste Überfahrt für die neuen Eigner. Sie befuhr die Route von London durch den Panamakanal nach Auckland und Wellington.
Am 9. März 1939 brach in einer der Abteilungen des Schiffs ein Feuer aus. Im September desselben Jahres wurde die Rimutaka kurz nach Ausbruch des Zweiten Weltkriegs als bewaffneter Hilfskreuzer (Armed Merchant Cruiser) angefordert. Sie wurde jedoch wieder von dieser Aufgabe entbunden, bevor die Umrüstung vorgenommen werden konnte. Sie gehörte zwar zwischen dem 12. Mai 1940 und dem 14. Juni 1946 der Liner Division an, blieb aber für die Kriegsdauer im zivilen Passagierdienst zwischen Großbritannien und Neuseeland.
Nach Kriegsende blieb die Rimutaka auf ihrer Route. Im Januar 1950 lief sie in London zu ihrer letzten Fahrt für die New Zealand Shipping Company nach Wellington aus. Anschließend wurde sie dem Mutterkonzern P&O rücküberstellt und erneut zum Verkauf angeboten.

## Späte Jahre
Am 3. März 1950 ging das Schiff für 95.000 Pfund Sterling in den Besitz der in Panama sitzenden Incres Compãnía de Navegación (Incres Shipping Company) über, die zur italienischen Reederei Home Lines gehörte. Unter dem Namen Europa wurde es für 614 Passagiere der Touristenklasse umgewandelt. Die Kühlkammern zum Transport verderblicher Lebensmittel wurden entfernt, um mehr Platz zu schaffen. Fortan beförderte die Europa staatenlose Auswanderer von Europa in die USA und nach Kanada. Registriert war das Schiff nun in Panama, die Besatzung bestand aber aus Italienern. Bis September 1951 fuhr die Europa von Genua bzw. später Antwerpen und Le Havre nach Halifax und New York.
Danach wurde das Schiff in Genua überholt und ein Kreuzfahrtschiff für die Incres Nassau Line umgebaut. Als Nassau unternahm es Kreuzfahrten von New York nach Nassau auf den Bahamas. Zu diesem Zwecke wurden Swimmingpools und andere Annehmlichkeiten an Bord geschaffen. Als Nassau war die ehemalige Mongolia das erste Schiff, das das ganze Jahr über und nicht nur saisonweise als Kreuzfahrtschiff genutzt wurde. Ab 1954 war die Nassau in Liberia registriert.
1961 wurde das Schiff von der Compania Navegacion Turística Mexicana (Natumex Line) gekauft, einer Reederei, die der mexikanischen Regierung gehörte. Für die Natumex Line pendelte das Schiff unter dem neuen Namen Acapulco zwischen Acapulco und Los Angeles. Bei Fairfield Shipbuilders in Glasgow wurde der Dampfer erneut einer Überholung unterzogen, wobei ein neuer Bug und ein neuer Schornstein installiert wurden. Während der dritten Überfahrt nach Kalifornien erlitt das Schiff auf hoher See einen schweren Maschinenschaden.
Während der Weltausstellung 1962 in Seattle diente die Acapulco als Hotelschiff. 1963 wurde sie in Manzanillo aufgelegt. Am 15. Dezember 1964 traf sie zum Abbruch im japanischen Osaka ein. Mit der Abwrackung wurde am 6. Januar 1965 in Sakai begonnen. Damit endete die mehr als 40-jährige Laufbahn von P&Os dritter Mongolia.